# Simanthedon linsleyi
Simanthedon linsleyi är en biart som beskrevs av Thomas J. Zavortink 1975. Simanthedon linsleyi ingår i släktet Simanthedon och familjen långtungebin. Inga underarter finns listade i Catalogue of Life.